# Fairey Fox
El Fairey Fox fue un bombardero ligero y caza biplano británico de las décadas de 1920 y 1930. Originalmente se produjo en Gran Bretaña para la RAF, pero continuó en producción y uso en Bélgica mucho después de su retirada en el Reino Unido.

## Diseño y desarrollo

### Fox I
En 1923, Charles Richard Fairey, fundador y diseñador jefe de Fairey Aviation, decepcionado con su bombardero Fawn, que, debido a las limitaciones de las especificaciones del Ministerio del Aire, era más lento que el Airco DH.9A, al que debía reemplazar, y no transportaba mayor carga de bombas, concibió la idea de un bombardero de financiaición privada, sin restricciones oficiales, que pudiera demostrar un rendimiento y un manejo superiores. Al ver al Curtiss CR, propulsado por un motor V12 Curtiss D-12 refrigerado por líquido, de baja área frontal y con una instalación de baja resistencia aerodinámica, ganar el Trofeo Schneider de 1923, Fairey comprendió que este motor sería ideal para un nuevo bombardero y adquirió un ejemplar del mismo y una licencia de producción.
Fairey comenzó el diseño de un bombardero en torno a este motor, con un diseño detallado realizado por un equipo liderado inicialmente por Frank Duncanson y luego por el belga Marcel Lobelle. El avión resultante, el Fairey Fox, era un biplano de un solo vano con alas muy decaladas, con una estructura compuesta de madera y metal. El Curtiss D-12 se montó en una instalación tractora con capota cerrada, con un radiador montado en la parte inferior del ala superior y un segundo radiador retráctil que podía desplegarse dentro y fuera del fuselaje según fuera necesario. El piloto y el artillero se sentaban juntos en dos cabinas en tándem, con el artillero armado con una ametralladora Lewis en un montaje de arma de alta velocidad especialmente diseñado que permitía guardar la misma para reducir la resistencia, y el piloto armado con una única ametralladora Vickers sincronizada. Hasta  210 kg de bombas podían transportarse bajo las alas, apuntadas por el artillero, cuyo asiento se plegaba para permitir el uso de una mira de bombas.
El prototipo del Fox voló por primera vez en RAF Hendon el 3 de enero de 1925, pilotado por Norman Macmillan, demostrando rápidamente un buen rendimiento y manejo. A pesar de esto, el nuevo bombardero encontró mucha resistencia en el Ministerio del Aire, ya que el Fox no estaba diseñado según una especificación oficial y presentaba varias características, como los depósitos de combustible dentro del fuselaje, que contradecían la norma oficial, y lo más importante, incorporaba un motor estadounidense. Sin embargo, al ver la demostración del prototipo del Fox el 28 de julio de 1925, el Mariscal Jefe del Aire Hugh Trenchard, Jefe del Estado Mayor del Aire, anunció: «Señor Fairey, he decidido encargar un escuadrón de estos aparatos», abreviando así los procedimientos oficiales, y posteriormente se realizó un pedido inicial de 18 Fox.

### Fox de segunda generación
En 1926, el Ministerio del Aire elaboró la Especificación 12/26 para un nuevo bombardero ligero de la Real Fuerza Aérea. A diferencia de las especificaciones anteriores, se priorizó el alto rendimiento y se eliminaron muchos de los excesivamente estrictos requisitos que previamente las limitaban. Al principio, Fairey no fue informado de la nueva especificación y solo recibió una copia tras presentar una protesta ante el Ministerio del Aire. Para cubrir el requisito, el equipo de Lobelle diseñó el Fox IIM, efectivamente un avión completamente nuevo con una estructura de metal como lo exigía la Especificación, y propulsado por un Rolls-Royce F.XIB (más tarde llamado Rolls-Royce Kestrel). Voló por primera vez el 25 de octubre de 1929. Los prototipos competidores Hawker Hart y Avro Antelope habían estado volando durante más de un año en ese momento, y el Hart había recibido una orden de producción inicial en junio de 1929. Aunque la RAF no quiso el Fox IIM, Fairey lo mostró a la Fuerza Aérea Belga, que quería un bombardero ligero para reemplazar sus Breguet 19 y ya había comprado cazas Fairey Firefly II de Fairey, que también había establecido una subsidiaria belga, Avions Fairey, para construir el mismo. El Fox IIM fue un éxito, ganando un pedido inicial de 12 aviones de reconocimiento Fox II, que se construirían en Inglaterra, con más producción por parte de Avions Fairey.

## Historia operacional
El Fox entró en servicio con el Escuadrón N.° 12 de la RAF en junio de 1926. El Fox demostró tener un rendimiento espectacular, siendo 80 km/h más rápido que los Fairey Fawn que reemplazó en el Escuadrón 12, y tan rápido como los cazas contemporáneos. Tal era el rendimiento del Fox, que se le ordenó al Escuadrón 12 volar a no más de 225 km/h durante los Ejercicios Anuales de Defensa Aérea para dar una oportunidad a los cazas defensores. A pesar de esto, ningún otro escuadrón de la RAF fue equipado con el Fox, y sólo se adquirieron 28 ejemplares en total. Los aviones posteriores fueron propulsados por el motor Kestrel y los aviones supervivientes con motor Curtiss fueron reacondicionados con el Kestrel. El 12.º Escuadrón, que posteriormente adoptó la máscara de un zorro como insignia en memoria de su uso exclusivo del avión, permaneció equipado con el Fox hasta 1931, siendo finalmente reemplazado por el Hawker Hart. Los Fox se utilizaron como entrenadores de doble control en el Royal Air Force College Cranwell hasta 1933.
Dos Fox Mk.I obsoletos participaron en la Carrera Aérea MacRobertson de 1934, de Londres a Melbourne. Uno de ellos causó las únicas víctimas mortales de la carrera al estrellarse en Italia. El otro, comandado por el australiano Ray Parer (veterano de la Carrera Aérea Inglaterra-Australia de 1919), apenas había llegado a París cuando llegó la noticia de que el ganador de la carrera había completado el recorrido. Parer y su copiloto Geoff Hemsworth continuaron un viaje épico y accidentado, que les llevó casi cuatro meses llegar a Melbourne.
Los primeros Fox II entraron en servicio en la Fuerza Aérea Belga a principios de 1932 como aviones de reconocimiento, y uno de ellos ganó la carrera "Circuito de los Alpes" para aviones militares biplaza en la reunión de aviación de Zúrich de 1932. El Fox continuó en producción en Avions Fairey, en Gosselies, durante gran parte de la década de 1930, constituyendo la columna vertebral de la Fuerza Aérea Belga, utilizándose como avión de reconocimiento, bombardero de reconocimiento y caza biplaza. Aviones posteriores fueron equipados con cabinas cerradas y motores Hispano-Suiza 12Y más potentes.
Más de 100 Fox todavía estaban en servicio en primera línea con la Fuerza Aérea Belga en el momento de la invasión alemana el 10 de mayo de 1940. Aunque masivamente superados por los aviones de la Luftwaffe, volaron alrededor de 75 salidas e incluso reclamaron una victoria sobre un Messerschmitt Bf 109.

## Variantes
Fox I
Bombardero ligero de construcción mixta para la RAF. Propulsado por un motor Curtiss D-12 de 338 kW (450 hp) (también conocido como Fairey Felix). 25 construidos (incluido el prototipo).
Fox IA
Fox I propulsado por un motor Rolls-Royce Kestrel de 366 kW (490 hp). Tres construidos como nuevos y ocho conversiones.
Fox IIM
Bombardero ligero de construcción metálica propulsado por un Rolls-Royce Kestrel IB de 358 kW (480 hp). Un prototipo.
Fox II
Versión de producción del IIM para Bélgica. Motor Kestrel IIS sobrealimentado. 12 construidos por Fairey en Gran Bretaña y otros 31 bajo licencia de la empresa belga Avions Fairey en Gosselies (incluidos dos aviones de doble control Fox IIS).
Fox III
Designación utilizada para el demostrador de fabricación británica con motor Kestrel (posteriormente denominado Fox IV) y para el entrenador de doble control de fabricación belga (también Fox Trainer), propulsado por un motor Armstrong Siddeley Serval de 270 kW (360 hp).
Fox IIIS
Fox Trainer convertido con Kestrel IIMS. Cinco aviones de producción adicionales fabricados por Avions Fairey.
Fox III
Kestrel IIS y dos ametralladoras frontales. Trece aviones construidos en Gosselies.
Fox IIIC (C por "Combate")
Versión de bombardero/reconocimiento para Bélgica, propulsada por Kestrel IIS, con capacidad para bombas subalares, dos ametralladoras frontales y cabina cerrada. Se construyeron 48 ejemplares en Bélgica, incluyendo un entrenador de doble control Fox Mk.IIICS. Los últimos equipados con un motor Kestrel V de 448 kW (600 hp).
Fox IV
Utilizado como el demostrador de fabricación británica (ex Fox III).
Fox IV
Fox II convertido con motor Hispano-Suiza 12Ydrs. Primer vuelo el 31 de enero de 1934.
Fox IV
Hidroavión de fabricación británica (Fox Floatplane). Se fabricaron seis ejemplares para la Fuerza Aérea Peruana durante la guerra colombo-peruana de 1933, pero para cuando fueron entregados (en octubre de 1933), la guerra había terminado. Posteriormente (con los flotadores retirados) realizaron tareas de observación en la guerra peruano-ecuatoriana de 1941.
Fox VIR
Versión de reconocimiento propulsada por un motor Hispano-Suiza 12Ydrs de 642 kW (860 hp). Se construyeron 24 ejemplares para Bélgica y dos para Suiza.
Fox VIC
Versión de caza biplaza del VIR. 52 construidos.
Fox VII
Versión de caza monoplaza del Fox Mk.VIR (también conocido como Mono-Fox o Kangourou). Equipado con seis ametralladoras. Sólo se construyeron dos aviones: uno reconvertido al estándar Fox VI y el otro utilizado como avión personal por Willy Coppens.
Fox VIII
Versión final de producción, encargada como resultado de las tensiones internacionales en 1938. Basado en el VI, pero con hélice tripala y capacidad para cuatro armas subalares. Se construyeron 12 unidades, y el último avión se completó el 25 de mayo de 1939.

## Operadores
Bélgica
- Fuerza Aérea Belga

 Perú
- Fuerza Aérea del Perú
- Marina de Guerra del Perú

 Reino Unido
- Real Fuerza Aérea

 Suiza
- Fuerza Aérea Suiza: Suiza recibió dos Fox VIR para evaluación.[36]

## Especificaciones (Fox VIR)
Referencia datos: War Planes of the Second World War: Volume Seven Bombers and Reconnaissance Aircraft

### Características generales
- Tripulación: Dos (piloto y artillero)
- Longitud: 9,4 m (30,7 ft)
- Envergadura: 11,6 m (37,9 ft)
- Altura: 3,5 m (11,5 ft)
- Superficie alar: 33,6 m² (361,7 ft²)
- Peso vacío: 1324 kg (2918,1 lb)
- Peso cargado: 2345 kg (5168,4 lb)
- Planta motriz: 1× motor lineal V12 refrigerado por líquido Hispano-Suiza 12Ybrs.
  - Potencia: 640 kW (882 HP; 870 CV)
- Hélices: Bipala de paso fijo

### Rendimiento
- Velocidad máxima operativa (Vno): 360 km/h (224 MPH; 194 kt)
- Alcance: 1020 km (551 nmi; 634 mi) [37]
- Techo de vuelo: 10 000 m (32 808 ft)
- Tiempo a altitud:
  - 6 min 30 s para 5000 m (16 400 pies)
  - 8 min 21 s para 6000 m (19 700 pies)

### Armamento
- Ametralladoras: 

  - 2 frontales fijas
  - 1 flexible en cabina trasera
- Bombas: 100 kg

## Aeronaves relacionadas

### Desarrollos relacionados
- Fairey Firefly IIM

### Aeronaves similares
- Renard R.31
- Hawker Hart